# Roter Sand fyr
Roter Sand är en fyr som står på en sandbank med samma namn ungefär 47 km norr om Bremerhaven i Nordsjön. Fyren är den första byggnaden som byggdes på havets botten. Fyrens betydelse minskade efter andra världskriget på grund av ändrade farleder. Konstruktionen hade även stora skador och därför togs fyren 1964 ur drift. Trots olika åtgärder för byggnadens bevarande måste fyrens övre del troligtvis flyttas.

## Konstruktionen
Fyrens fundament är en oval form av metall som är fylld med stenar och betong. Den är vid grunden 14,07 meter lång samt 11,00 meter bred och blir vid havsytan lite smalare.  Fundamentet är nergrävt till 22 meter under lågvattenståndet vad som motsvarar 17 meter under havsbottenytan. På fundamentet följer en kägelformig del som delvis är fylld med betong till 8 meter över lågvattenståndet. Ovanpå står den egentliga fyren med lampan 24 meter över lågvattenståndet.

## Historia
Vid slutet av 1800-talet blev det tydligt att det behövs en ny fyr i Wesermynningen. Den första tanken var en fyr på ett fartyg men beräkningar visade att underhållet blir med tiden för kostsamt trots stora kostnader för en markbunden fyr. Formen för fyrens fundament producerades under vintern 1880–1881 i Bremerhaven. På grund av ogynnsamma väderförhållanden påbörjades bogseringen formen den 22 maj i stället för 1 april. Även vid byggplatsen orsakade vädret fördröjningar. På grund av starka vindar bestämdes den 9 september 1881 att alla arbetare skulle lämna byggplatsen. Vid tillfället var formen bara 12,5 meter nergrävd och endast delvis fylld med tungt material. Den 13 oktober 1881 drabbades regionen av en stormflod och fundamentet sjönk.
Under våren 1883 startades ett nytt försök med en något större konstruktion och en byggplats cirka 1100 meter längre norrut. Fyren blev den 23 oktober 1885 färdigställd och den togs den 1 november 1885 i drift.